# Ernst Wendt (Regisseur, 1876)
Ernst Eduard Amandus Wendt (geboren am 26. Oktober 1876 in Danzig; gestorben am 6. März 1946 in Bad Wildungen) war ein deutscher Regisseur, Drehbuchautor und Schauspieler bei Bühne und Film.

## Leben und Wirken

### Ausbildung und frühe Jahre am Theater
Wendt hatte zum Ende des 19. Jahrhunderts das humanistische Gymnasium seiner Heimatstadt Danzig besucht und ließ sich anschließend bei Ernst Arndt künstlerisch ausbilden. Noch in den 1890er Jahren volontierte Ernst Wendt am Danziger Stadttheater, ehe er zur Spielzeit 1897/98 als jugendlicher Held ans Kieler Stadttheater verpflichtet wurde. Danach ging er für ein Jahr ans Stadttheater in Rostock und wechselte ins Rollenfach „Erster Held“. Anschließend folgten weitere Einjahresengagements in Hamburg und Graz. In der Zwischenzeit hatte Wendt 1902 geheiratet und diente ein Jahr lang im Infanterieregiment Nr. 128. Weitere Verpflichtungen als Erster Held führten Wendt ans Hamburger Schauspielhaus, an die Vereinigten Bühnen von Breslau (1903–1906), an die Hoftheater von Darmstadt (1906–1908) und Dresden (1908–1911) und 1911/12 an das Schauspielhaus Leipzig. Von 1912 bis 1917 war er am Schauspielhaus Frankfurt engagiert, anschließend dann an den Reinhardt-Bühnen in Berlin.

### Arbeit beim Film
Im letzten Jahr des Ersten Weltkriegs wurde Wendt, mittlerweile in Berlin ansässig, von Bruno Decarli zum Film gebracht, wo er anfänglich als Schauspieler wirkte und an dessen Seite in dem Henny-Porten-Melodram Das Maskenfest des Lebens vor der Kamera debütierte. Bereits ein Jahr später, 1919, erhielt Wendt von Decarli erstmals auch die Möglichkeit, als Filmregisseur zu arbeiten und inszenierte für die Produktionsfirma des Schauspielers, die Decarli-Film K.G. Filme wie Störtebeker, Uriel Acosta und Der Unheimliche, in denen Decarli selbst oftmals die Hauptrolle übernahm. Zu einigen dieser Produktionen lieferte Wendt auch das Drehbuch. Bereits nach dem ersten Teil eines umfassenden Bismarck-Porträts, das lediglich wegen der gelungenen historischen Masken, jedoch nicht aufgrund einer inszenatorischen Leistung gelobt wurde, endete 1925 Wendts Filmkarriere.

### Die späten Jahre

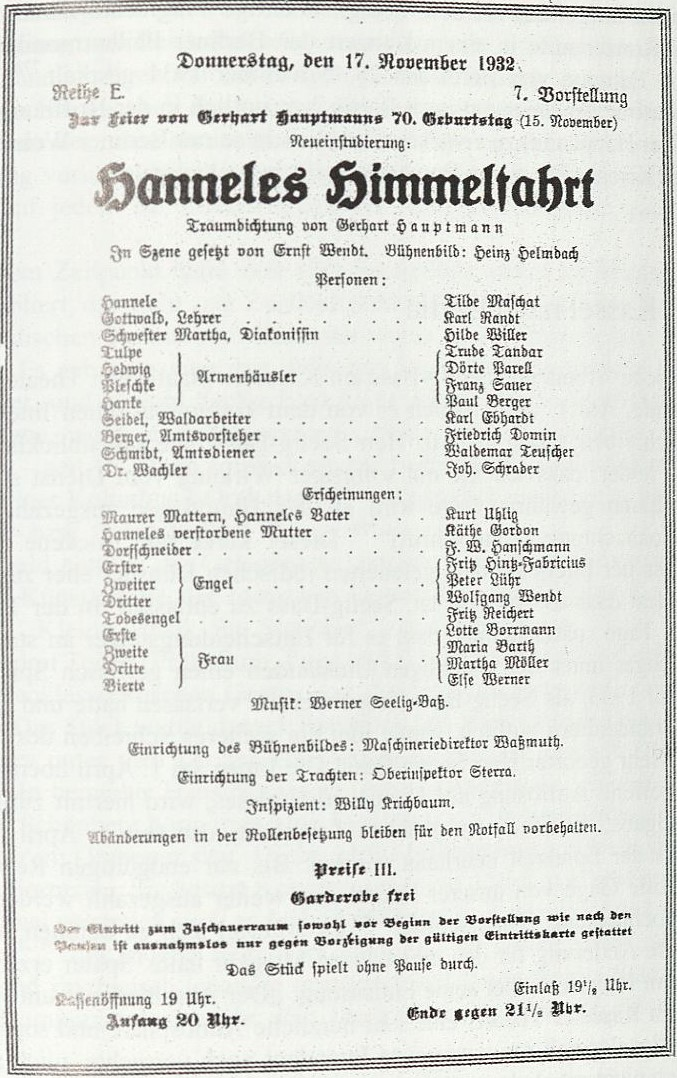
Hanneles Himmelfahrt, 1932

Anschließend kehrte Wendt zur Bühne zurück. Man sah ihn zunächst (in der zweiten Hälfte der 1920er Jahre) als Ensemblemitglied kleiner Berliner Gastspielbühnen wie dem Hexer-Tourneetheater, ehe er mit der Spielzeit 1928/29 einem Ruf an das Kleine Theater nach Kassel folgte. Nach zwei Jahren, 1930, wurde Wendt als Spielleiter (Regisseur) an das Staatstheater Kassel geholt. In der nordhessischen Stadt wirkte Ernst Wendt, auch als Schauspieler, die gesamten 1930er und die 1940er Jahre bis zur von Propagandaminister Goebbels verordneten Schließung aller deutscher Bühnen im Sommer 1944. Von 1933 bis 1937 hatte er an der mittlerweile zum Preußischen Staatstheater umbenannten Kasseler Bühne den Rang eines Oberspielleiters des Schauspiels inne. Außerdem bekleidete Wendt während des Zweiten Weltkriegs die Position eines Landesleiters der Reichstheaterkammer im Gau Kurhessen.
Ernst Wendt war mit der achteinhalb Monate älteren Emilie Wendt, geb. Stark (1876–1946), verheiratet, die er nur um einen Monat überlebte.

## Filmografie
Darsteller:
- 1918: Das Maskenfest des Lebens
- 1918: Mania. Die Geschichte einer Zigarettenarbeiterin
- 1919: Morphium

Regie:
- 1919: Störtebeker
- 1920: Uriel Acosta
- 1921: Der Herr der Bestien (auch Drehbuch)
- 1921: Der Unheimliche (auch Drehbuch)
- 1921: Die Schreckensnacht in der Menagerie
- 1921: Die Tigerin
- 1921: Unter Räubern und Bestien
- 1922: Die Rache der Afrikanerin
- 1922: Die weiße Wüste (auch Drehbuch)
- 1925: Bismarck, 1. Teil